# Великая либеральная ложа Турции
Великая либеральная ложа Турции (тур. Türkiye Büyük mahfili Dernegi Büyük Locasi) (ВЛЛТ) — турецкое масонское послушание, объединяющее в своих рядах приверженцев либеральных масонских взглядов.

## История
Великая либеральная ложа Турции была создана в 1966 году после разделения с Великой ложей вольных и принятых каменщиков Турции. В 1967 году Великой ложей Франции был выдан патент Великой либеральной ложе Турции, а в 1989 году был выдан ещё один патент от Великого востока Франции. В обоих патентах отмечается, что ВЛЛТ соответствует критериям либерального масонства. Кроме того, патенты не содержат ограничения и длительные обязательства к одному из послушаний. ВЛЛТ была около 15 лет членом CLIPSAS, членами которой являются 61 либеральная великая ложа. Она также является членом Ассоциации европейского масонства, в которой состоит 32 масонские организации.

## Сегодня
Великая либеральная ложа Турции объединяет около 4000 масонов, состоящих в 43 ложах, которые собираются в 8 храмах, в 7 городах. Великая ложа руководит первыми тремя степенями синего масонства (ученик, подмастерье, мастер).
Верховный совет отвечает за степени с 4 по 33 Древнего и принятого шотландского устава. Членами верховного совета являются 1400 масонов.
С 1991 года существует также созданная с помощью Великой либеральной ложи Турции — Великая женская ложа Турции, которая является единственным подобным послушанием в Турции.